# Meiereibach (Darmbach)
Der Meiereibach ist ein Zufluss des Darmbaches in Darmstadt.
Er entspringt an der Dreibrunnenquelle am Hofgut Oberfeld in der Erbacher Straße im Darmstädter Osten und fließt dem Darmbach heute durch die Darmstädter Kanalisation zu.

## Verlauf
Bis Anfang der 1980er Jahre verlief der Meiereibach teilweise als offenes Gewässer von der Dreibrunnenquelle durch das Vereinsgelände des Hottonia e. V. in den Judenteich. Nach dem Judenteich floss er weiter in den Botanischen Garten und mündete in den Darmbach, bevor dieser in den Großen Woog floss.
Seit der Renaturierung und Offenlegung des Meiereibachs am Hofgut Oberfeld (ab 2008) fließt er nun auch „offen“ durch die ehemalige Pferdekoppel am Hofgut. Sein mäandrierender Verlauf nimmt nach dem Judenteich abrupt ein Ende, denn durch den Bau der Bundesstraße 26 in den 1970er Jahren wurde sein zuvor beschriebener Fließweg abgeschnitten. Seitdem mündet dieses Gewässer hinter dem Judenteich in die Darmstädter Abwasserkanalisation. Er ist somit neben dem Darmbach der zweite Bach Darmstadts, der bewusst in die Abwasserkanalisation geleitet wird. Auch für die Einleitung dieses Bachwassers zahlt die Stadt Darmstadt eine jährliche Abwassergebühr von ca. 530.000 Euro.

## Nutzung und Wassermenge
Der Meiereibach zeichnet sich durch eine sehr konstante Wasserfracht aus, die schon zu früheren Zeiten von der Stadt Darmstadt genutzt wurde. Zwischen 1535 und 1546 wurde erstmals das Wasser des Meiereibachs gefasst und ab 1568 in Rohrleitungen bis in die Innenstadt von Darmstadt verlegt, um Teile der Stadt mit Wasser zu versorgen. Die sogenannte Dreibrunnenleitung ist noch heute bei vielen Darmstädtern ein Begriff.
Im Jahresmittel fließen im Meiereibach etwa 235.000 Kubikmeter Wasser ab. Sein mittlerer Abfluss beträgt etwa 10 Liter pro Sekunde. Selbst in sehr trockenen Sommern wird ein Mindestabfluss von 3 Liter pro Sekunde nicht unterschritten. Der Meiereibach führt kein ausgeprägtes Hochwasser, da er sich unmittelbar aus dem gefassten Quellbereich speist und keine nennenswerten Wassermengen oberirdisch zufließen. Sein Maximalabfluss bleibt daher unter 100 Liter pro Sekunde.

## Ökologie
Der Meiereibach transportiert zurzeit noch eine erhöhte Fracht an Nährstoffen, die eine sofortige Zuleitung in den Darmbach bzw. in den Großen Woog nicht zulässt. Da die Phosphat- und Nitratkonzentrationen des Darmbachs und des Großen Woogs bereits recht hoch sind, wäre eine Zuleitung des Meiereibachs ein Risiko für die Wasserqualität des beliebten Darmstädter Badesees, da die Grenzwerte für Badegewässer deutlich strenger sind als z. B. für Trinkwasser. Als Minimumfaktor für die Entwicklung der Algen im Großen Woog ist dabei die Phosphatkonzentration maßgebend. Nach neueren Untersuchungen ist davon auszugehen, dass die für das Badegewässer Großer Woog kritische Phosphorbelastung des Wassers geogenen Ursprungs ist.
Trotz seines Phosphatgehalts ist der Zustand des Meiereibachs nach einer Studie der Forschungsgruppe der Hochschule Darmstadt um Prof. Dr. Krause (2019) als gut zu bewerten. Allerdings sollte der natürliche Phosphatgehalt (bis zu 0,1 mg/l) weiter reduziert werden, um ein übermäßiges Algenwachstum im Woog zu vermeiden. Phosphat kann wirtschaftlich mit Filtern überwiegend entfernt werden.
Die zu erwartenden Kosten wären geringer als die derzeitigen Gebühren für das Einleiten des Wassers in die Kanalisation. Nach allen chemischen Parametern hat der Meiereibach Trinkwasserqualität.
Die Wassermenge und Qualität des Meiereibachs könnte somit langfristig den Woog als Badegewässer sichern.

## Zukunft des Meiereibachs
Der Meiereibach soll wieder aus der Abwasserkanalisation der Stadt Darmstadt ausgebunden und durch eine Dükerleitung unter der Bundesstraße 26 hindurch seinem ehemaligen Bachbett durch den Botanischen Garten zugeleitet werden. Der Darmbach wird somit auch in niederschlagsarmen Zeiten durch die sehr konstante Wasserfracht des Meiereibachs versorgt werden, und der Große Woog wird bei länger anhaltenden Hitzeperioden einen regelmäßigen Zufluss an Frischwasser haben.

## Varia
Im März 2008 wurde bei Baggerarbeiten zur Renaturierung des Meiereibachs auf der ehemaligen Pferdekoppel am Hofgut Oberfeld in unmittelbarer Nachbarschaft des dort wieder offen fließenden Meiereibachs steinerne Kavernen gefunden, die früher Bestandteile der Wasserversorgung waren. Diese wurde daraufhin vom benachrichtigten Denkmalschutzamt der Stadt Darmstadt gesichert und unter Schutz gestellt.